# ポリュビオス

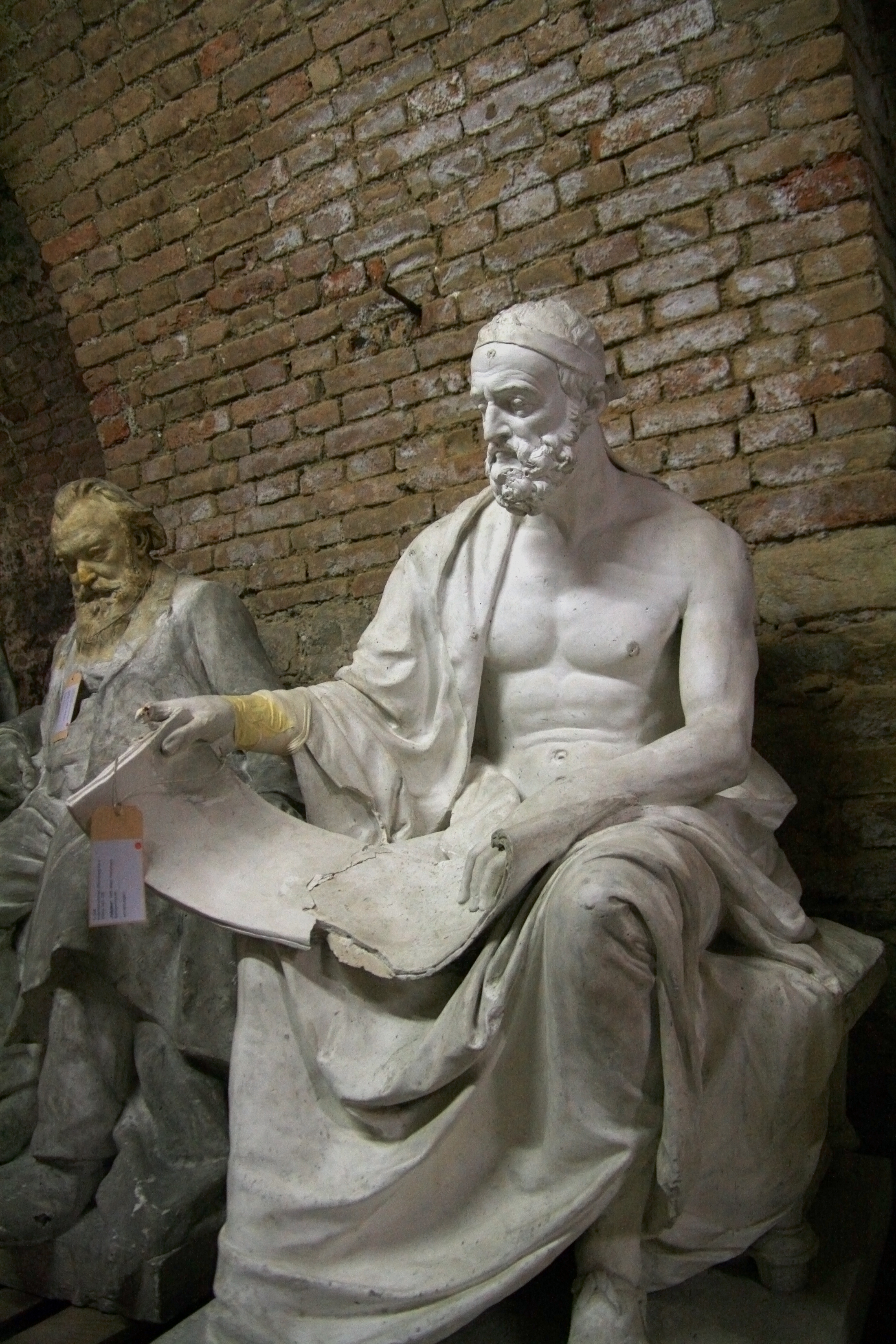
ポリュビオス

ポリュビオス（ギリシア語: Πολύβιος, Polybius, 紀元前204年？ - 紀元前125年？）は、古代ギリシアのメガロポリス生まれの歴史家である。第三次マケドニア戦争のピュドナの戦いの後、人質としてローマに送られたものの、スキピオ・アエミリアヌスの庇護を受けた。
著書『歴史』はローマの歴史を中心に第一次ポエニ戦争から紀元前146年までを取り扱い、ポエニ戦争など当時の状況についての第一級の史料である。またその中で述べられた政体循環論もよく知られる。

## 著作
ポリュビオスの著作として『歴史』以外に四つ知られているが、いずれも完全に散逸した。
- 『歴史』
- 『ピロポイメン』
- 『戦術論』
- 『赤道地域の居住性について』
- 『ヌマンティア戦争』

ポリュビオスの『歴史』全39巻のうち、日本語訳があるものを以下に示す。
- 『世界史』（全三巻）
  - 『世界史I』（竹島俊之訳、龍渓書舎、2004年、ISBN 4844754866）…第1巻～第6巻
  - 『世界史II』（竹島俊之訳、龍渓書舎、2007年、ISBN 9784844754879）…第7巻～第18巻
  - 『世界史III』（竹島俊之訳、龍渓書舎、2007年、ISBN 9784844754886）…第19巻～第39巻
- 『歴史』（全四巻）
  - 『歴史1』（城江良和訳、京都大学学術出版会・西洋古典叢書（以下同）、2004年、ISBN 9784876981564）…第1巻～第3巻
  - 『歴史2』（城江良和訳、京都大学学術出版会、2007年、ISBN 9784876981694）…第4巻～第8巻
  - 『歴史3』（城江良和訳、京都大学学術出版会、2011年、ISBN 9784876981922）…第9巻～第21巻
  - 『歴史4』（城江良和訳、京都大学学術出版会、2013年、ISBN 9784876982523）…第22巻～第39巻